# Liceo classico Quinto Orazio Flacco (Potenza)
Il Liceo classico Quinto Orazio Flacco è un istituto di istruzione superiore di Potenza, fondato il 30 maggio del 1807. È la scuola più antica della città e si trova attualmente in via Vaccaro tra i rioni Montereale e Libertà.

## Storia

### Dalle origini all'Ottocento
Nel XVII secolo ad Avigliano esisteva una scuola religiosa legata al convento dell'ordine dei frati predicatori che fu chiusa e nel secolo successivo sostituita con un nuovo istituto, il Real Collegio.
Nel XIX secolo fu fondato il liceo classico e Avigliano venne preferita inizialmente a Potenza perché il capoluogo ospitava già un seminario diocesano. Questo avvenne per disposizione di Giuseppe Bonaparte il 30 maggio 1807 e le lezioni iniziarono nel novembre del 1809. L'intendente Luigi Flach annunciò l'apertura con le parole: «"Mi affretto ad annunziare, o signori, che S.M. ha deciso che il primo novembre 1809 è aperto in Avigliano il Collegio Reale di Basilicata per l'istruzione dei suoi giovanetti». 

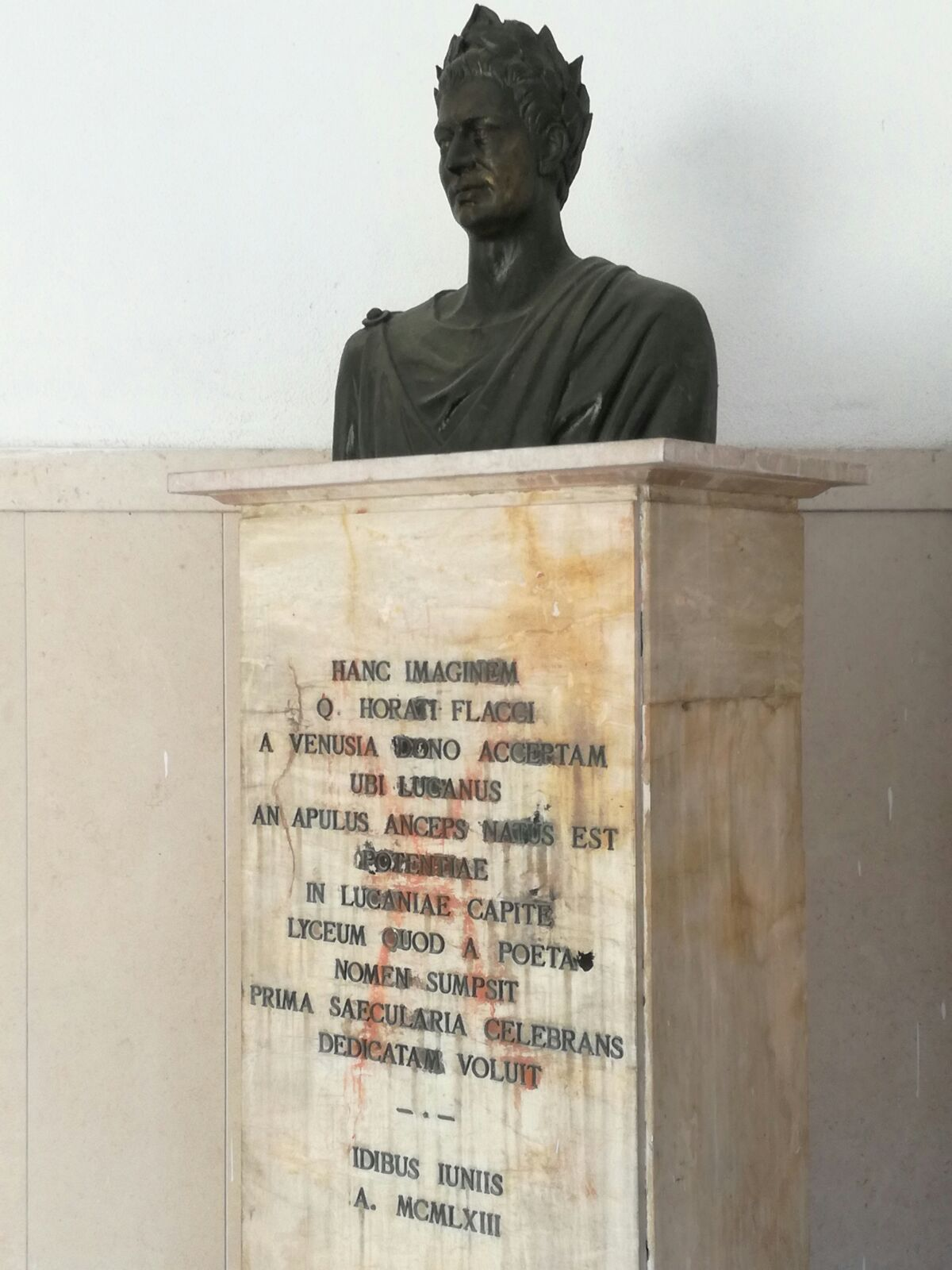
Busto di Quinto Orazio Flacco posto nell'ingresso storico.

Nel 1821 che il comune di Potenza acquistò il palazzo del Marchese Loffredo e vi trasferì il Collegio Reale. Nel 1850 venne affidato ai gesuiti poi, nel 1857, fu gravemente danneggiato dal sisma del 16 dicembre e riprese attività regolare solo nel 1864.
Con l'insurrezione lucana e poi con l'editto di Nicola Alianelli, venne affidato ad una commissione di cittadini presieduta da Pasquale Ciccotti e nel 1868 l'Istituto venne intitolato a Salvator Rosa con un'organizzazione sempre più stabile.

### Il XX secolo

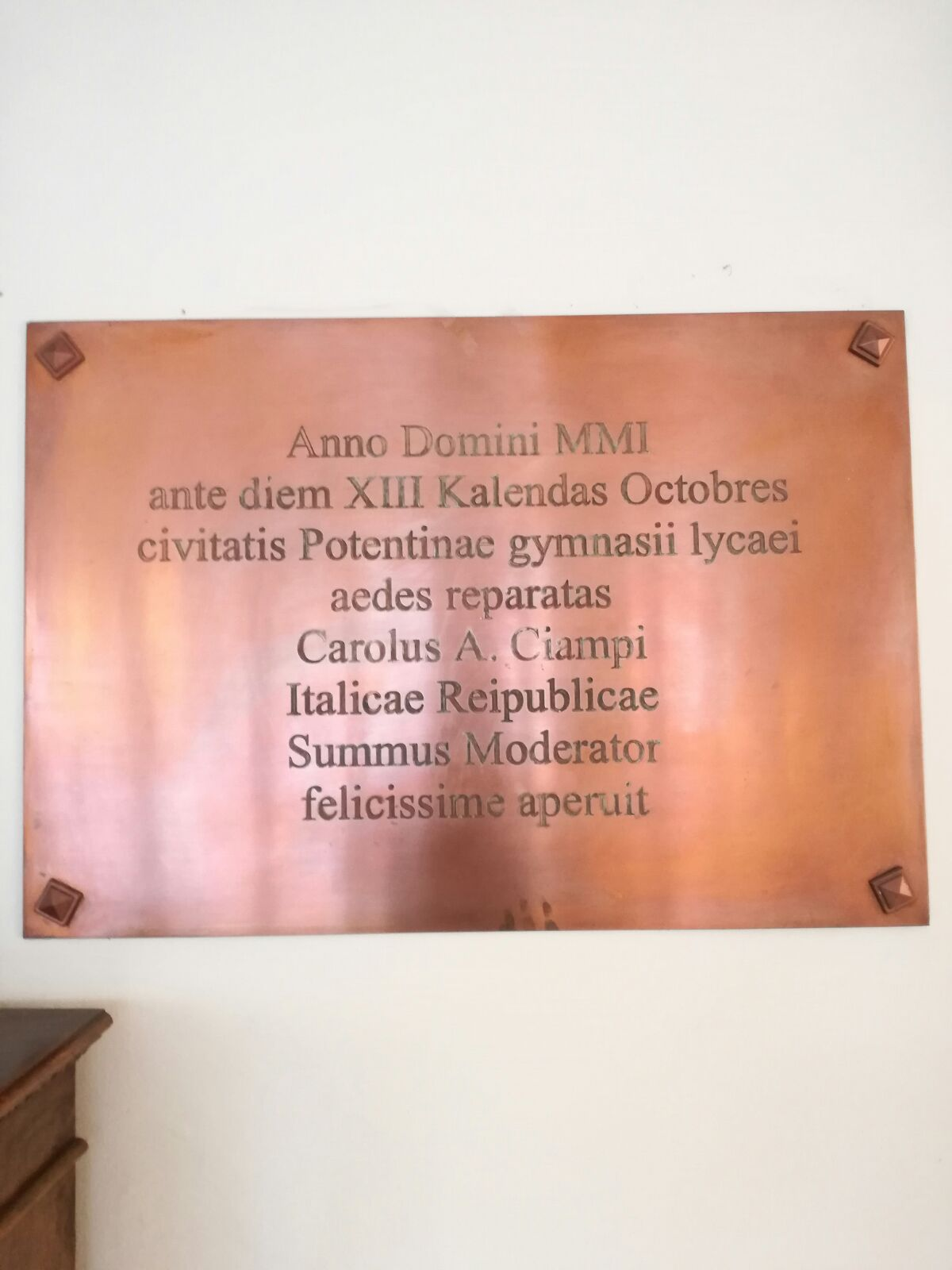
Targa che ricorda la riapertura del liceo nel 2001 alla presenza di Carlo Azeglio Ciampi.

All'inizio del XX secolo aumentò il numero di alunni e professori e l'istituto fu interessato dalla riforma Gentile, che prevedeva un quinquennio inferiore chiamato ginnasio, che sarà poi la scuola media, culminante in un biennio in cui si iniziava lo studio della lingua greca, essendo iniziato in prima quello della lingua latina ed in seconda quello della lingua moderna straniera.
Una lapide, scoperta nel 1925, ricorda i caduti della Guerra tra gli ex alunni dell'istituto e ne celebra così la memoria: "egregias animas quae sanguine nobis Hanc patriam peperere suo decorate supremis Muneribus". Nel 1926, ancora, cadeva il centenario di Luigi La Vista e il preside e il consiglio plenario dei professori chiesero al Ministero che all'istituto venisse dato il nome dell'eroe lucano. A tale scopo la città di Venosa offrì al liceo una statua in bronzo del La Vista. Nel 1935, con il bimillenario di Quinto Orazio Flacco, poi, si propose che il liceo di Potenza venisse intitolato al poeta venosino, mentre a Luigi La Vista rimaneva intitolata l'aula magna.
Nel 1943 la sede di via Verdi venne bombardata e l'attività proseguì in locali di fortuna sino al 1956 quando ebbe una nuova e definitiva sede di via Vaccaro. Anche la dirigenza dell'istituto divenne più stabile con i presidi Quercia, Vasile, Cicalese e De Flora.
Durante il Sessantotto, come in molti altri istituti, vi furono occupazioni e manifestazioni.

### Età contemporanea
Col terremoto del 1990 le lezioni proseguirono in sedi provvisorie fino al trasferimento nel seminario metropolitano maggiore di Malvaccaro e il ritorno nella sede di via Vaccaro avvenne solo nel 2001.

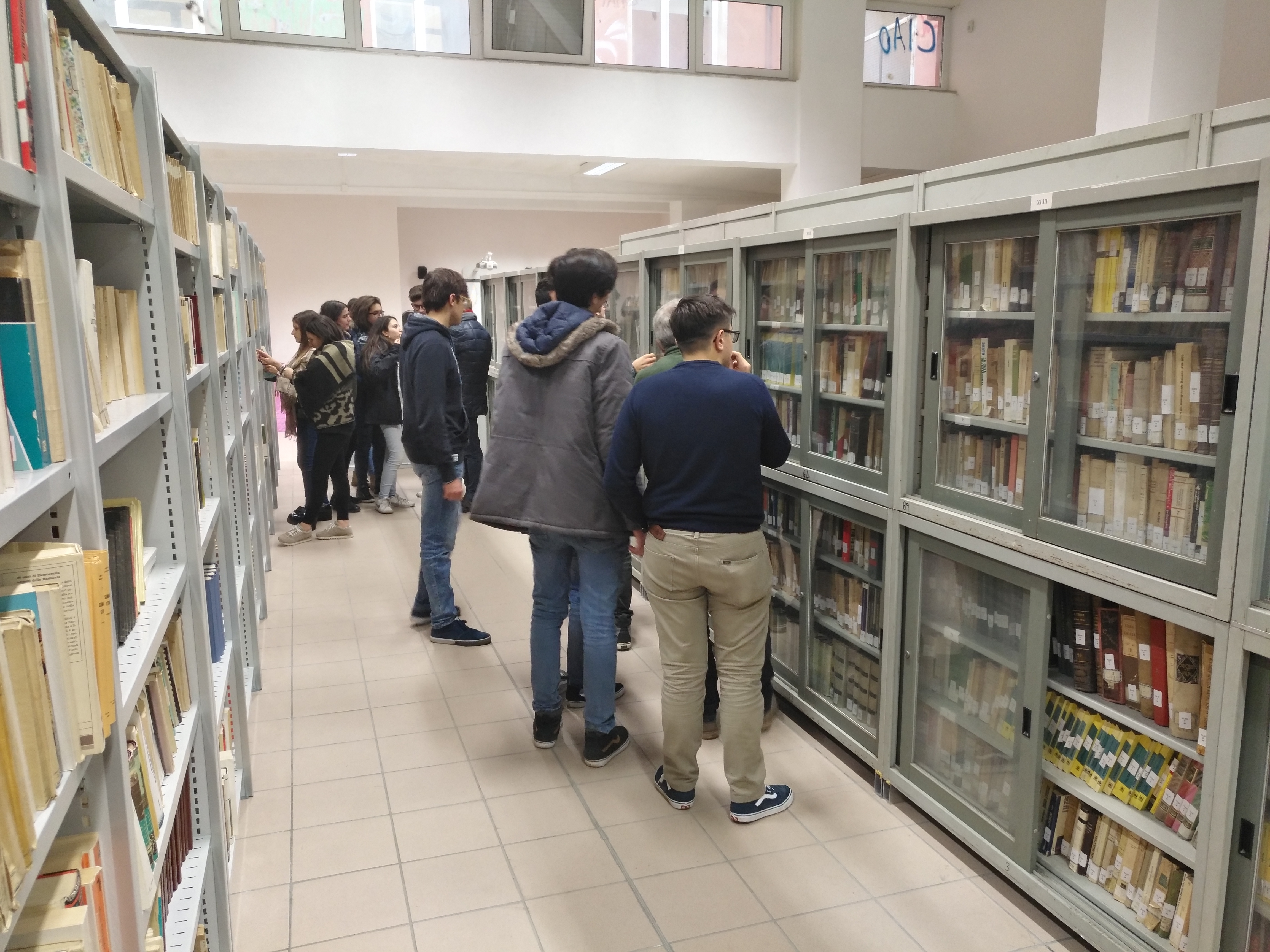
La biblioteca scolastica

## Struttura

### Biblioteca e archivio storico
L’archivio storico è stato riordinato e reso fruibile nel 2014.
La biblioteca svolse funzione pubblica in convenzione con il comune di Potenza fino al terremoto del 1990, quando venne chiusa per ristrutturazione. Dal 2002 ha riaperto al pubblico. La documentazione più antica risale all'età napoleonica e l'istituto ereditò in quel periodo parte dei fondi librari dei conventi della provincia di Basilicata quando le istituzioni religiose vennero soppresse. 
L'autorità francese intendeva accrescere il ruolo dei laboratori e soprattutto delle biblioteche tuttavia non finanziò mai queste iniziative limitandosi ad espropriare i beni della chiesa. Nel decreto del 7 agosto 1809 Gioacchino Murat soppresse l’ordine dei domenicani e ne suddivise i loro beni. In base all'articolo 19, «gli incaricati (…) faranno di tutti gli oggetti esistenti nel monastero inventari dettagliati e distinti». Il secondo rettore denunciava ancora l’assenza di una biblioteca nell'istituto.

## Alunni illustri
Tra i primi studenti più noti dell'istituto vi furono i politici Francesco Saverio Nitti e Raffaele Ciasca e il botanico Orazio Gavioli. Successivamente il liceo è stato frequentato dai giornalisti Beniamino Placido, Orazio Gavioli (nipote omonimo del botanico) e Carmen Lasorella, il generale Francesco Paolo Figliuolo, il cantautore Antonio Infantino e il conduttore Peppone Calabrese. È stato inoltre frequentato dal Presidente del Consiglio dei Ministri e più volte ministro della Repubblica, Emilio Colombo